# 1121
| 1121               |
| ------------------ |
| Dødsfald - Fødsler |
|                    |

| Gregoriansk kalender | 1121 MCXXI              |
| Ab urbe condita      | 1874                    |
| Armensk kalender     | 570 ԹՎ ՇՀ               |
| Kinesiske kalender   | 3817 – 3818 庚子 – 辛丑 |
| Etiopisk kalender    | 1113 – 1114             |
| Jødisk kalender      | 4881 – 4882             |
| Hindukalendere       |                         |
| - Vikram Samvat      | 1176 – 1177             |
| - Shaka Samvat       | 1043 – 1044             |
| - Kali Yuga          | 4222 – 4223             |
| Iransk kalender      | 499 – 500               |
| Islamisk kalender    | 515 – 516               |

Konge i Danmark: Niels 1104-1134
Se også 1121 (tal)

## Dødsfald
- Wilhelm af Champeaux - fransk biskop og filosof (født 1070).
- Roscelinus - den første skolastiker.